# 林大造
林大造（はやし たいぞう、1922年3月21日 - 1979年11月9日）は日本の大蔵官僚。国際金融局次長、国際金融局長などを歴任した。

## 来歴
東京府出身。旧制府立高等学校、東京帝国大学法学部法律学科卒業。1944年9月 大蔵省入省。銀行保険局属。1945年5月 金融局。1946年2月 銀行局。1947年4月 高等試験行政科を合格。1951年8月 甲府税務署長。外務省在ドイツ大使館、主税局国際租税課長などを経て、1966年8月1日 大臣官房調査課長。1967年7月25日 大臣官房調査企画課長。1968年6月25日 大臣官房審議官（大臣官房担当）。1970年6月25日 大臣官房審議官（国際金融局担当）。同年10月9日 国際金融局次長。1972年6月27日 国際金融局長。1973年6月26日 退官。退官後に日本輸出入銀行理事を務めた。

## 年譜
- 1944年9月：大蔵省入省。銀行保険局属[1]。
- 1945年5月：金融局[1]。
- 1946年2月：銀行局[1]。
- 1947年4月：高等試験行政科を合格[1]。
- 1947年7月：内閣・法制局[1]。
- 1948年2月：理財局[1]。
- 1951年8月：甲府税務署長[1]。
- 1952年9月：主税局税制第一課長補佐。
- 1954年8月：英国出張（〜1954年11月）。
- 1957年8月：大臣官房財務調査官（財務参事官室担当）。
- 1959年3月：外務省在ドイツ大使館二等書記官
- 1959年10月：外務省在ドイツ大使館一等書記官。
- 1962年10月：主税局国際租税課長。
- 1964年7月：国税庁直税部所得税課長。
- 1966年8月1日：大臣官房調査課長。
- 1967年7月25日：大臣官房調査企画課長。
- 1968年6月25日：大臣官房審議官（大臣官房担当）。
- 1970年6月25日：大臣官房審議官（国際金融局担当）。
- 1970年10月9日：国際金融局次長。
- 1972年6月27日：国際金融局長。
- 1973年6月26日：退官。